# Kazlıuşağı, Şefaatli
Kazlıuşağı là một xã thuộc huyện Şefaatli, tỉnh Yozgat, Thổ Nhĩ Kỳ. Dân số thời điểm năm 2010 là 152 người.